# Oberndorf am Lech
Oberndorf am Lech (amtlich: Oberndorf a.Lech) ist eine Gemeinde im schwäbischen Landkreis Donau-Ries.

## Geografie

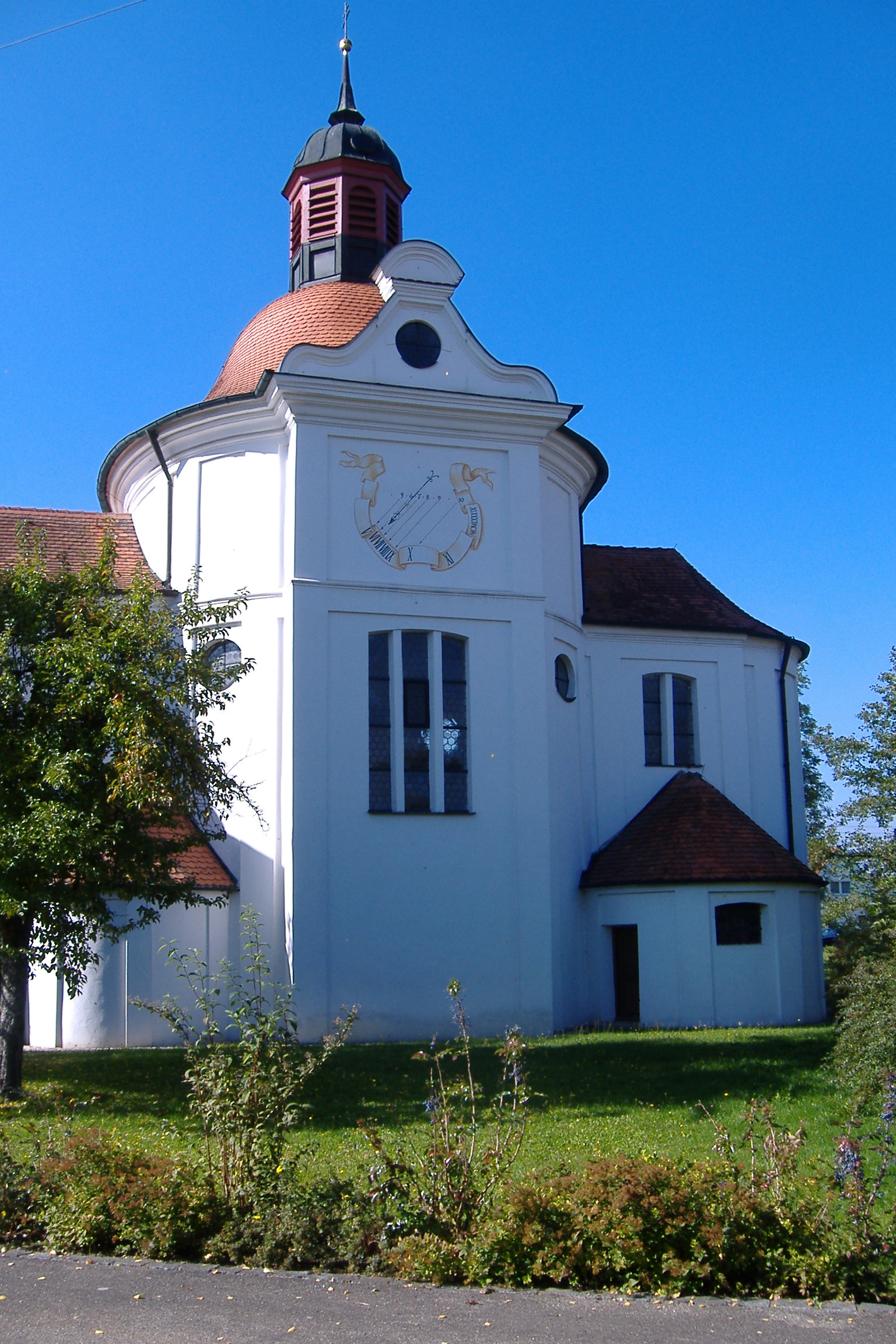
Ostseite der Herrgottsruh-Kapelle (geweiht 1719)

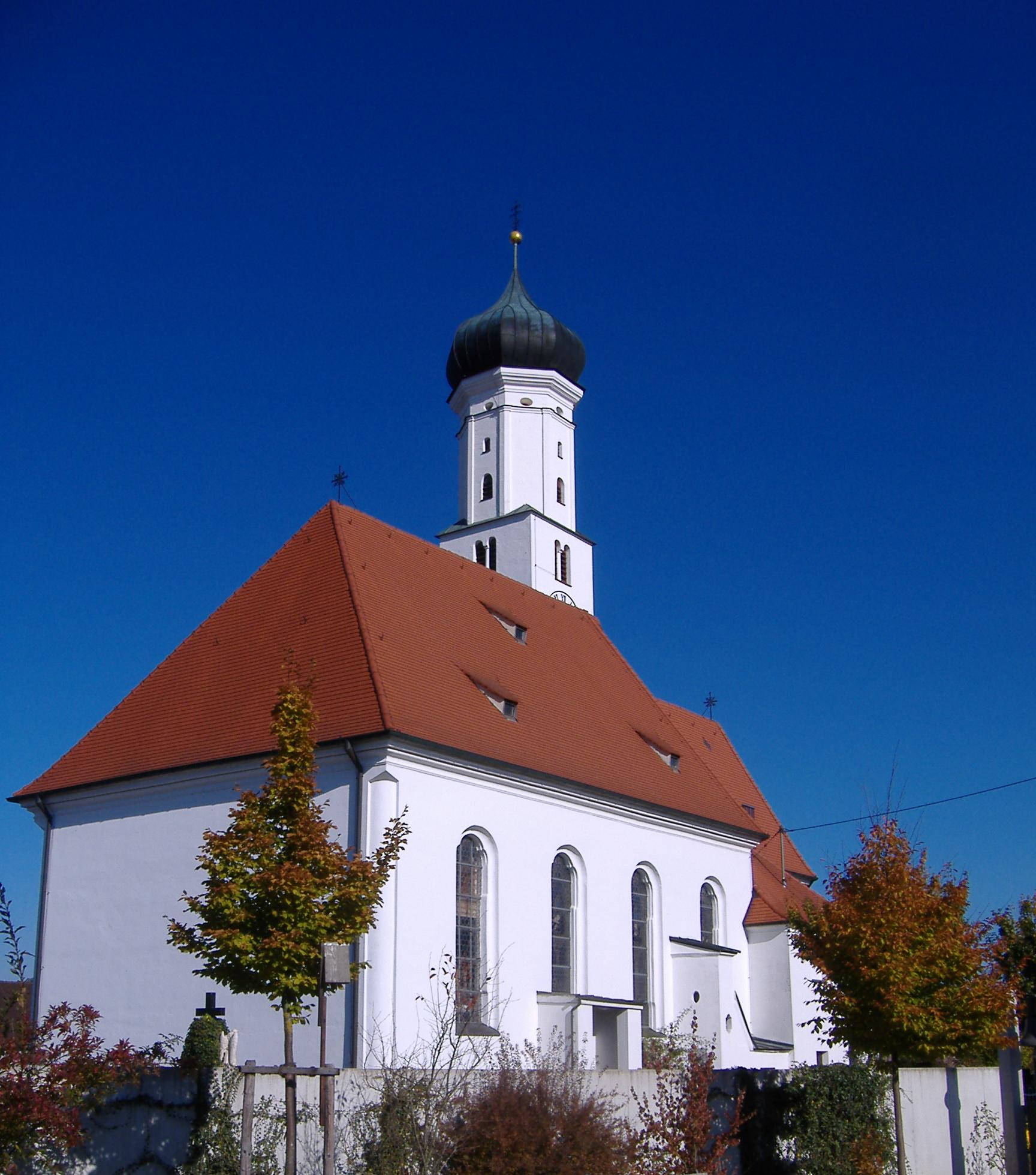
Pfarrkirche St. Nikolaus

Oberndorf a. Lech liegt in der Region Augsburg kurz vor der Mündung des Lech in die Donau.
Es gibt fünf Gemeindeteile (in Klammern ist der Siedlungstyp angegeben):
- Eggelstetten (Kirchdorf)
- Flein (Dorf)
- Holzmühle (Einöde)
- Moorsiedlung (Siedlung)
- Oberndorf a.Lech (Pfarrdorf)

Es gibt die Gemarkungen Eggelstetten und Oberndorf a.Lech.

## Geschichte

### Hochmittelalter
Oberndorf wird im Jahr 1093 erstmals in einer Schenkungsurkunde urkundlich erwähnt.
Dabei wird ein Heinrich von Oberndorf als Zeuge aufgeführt.
Es ist anzunehmen, dass es sich bei Heinrich von Oberndorf um den Sohn von Berta und dem Pfalzgrafen von Tübingen handelt. Ob jedoch bereits zu diesem Zeitpunkt eine Burg oder ein Schloss in Oberndorf stand, ist nicht bekannt.

### Marschälle von Oberndorf
Pfarrer Heinrich Heldwein schreibt in seinem Buch „Aus vergangenen Tagen der Pfarrei Oberndorf“, dass schon um das Jahr 1000 ein bischöfliches Marschallamt in Oberndorf bestand, weil Mangold von Werth (Donauwörth) das Vogteiamt über die Lehenszugehörungen dieses Marschallamtes innegehabt hat. Adam Horn schreibt, Oberndorf wurde als oberes Dorf von Genderkingen aus besiedelt und benannt. Es erscheint früh als Sitz eines Adelsgeschlechtes, als dessen ältester Vertreter 1127 Marchward von Oberndorf genannt wird, der bald darauf als bischöflicher Ministeriale erscheint.
Bischof Siegfried II. wurde im Jahr 1077 vom König Heinrich zum Bischof von Augsburg erhoben. Im Buch von Friedrich Zoepfel steht, dass es denkbar wäre, dass er jenem Geschlecht zugehörte, aus dem sich die hochstiftischen Truchsessen von Donnersberg und Kühlental und die Reichsmarschalle von Rechberg abzweigten. In der Urkunde 198 des Bistums Augsburg, welche vom Besitz der Kirche in Flein berichtet, wird gleichfalls ein Salmann Siegfried von Donnersberg genannt.
Der Oberndorfer Ortsadel war seit 1150 Marschall der Bischöfe von Augsburg, seit 1386 besaßen sie auch das Truchsessenamt. Bis ins 15. Jahrhundert war Oberndorf im Besitz der Familie, 1533 verkaufte Wolf von Donnersberg Oberndorf mit allem Zubehör an die Fugger. Oberndorf am Lech wurde Obervogtamt der Grafen Fugger-Glött.

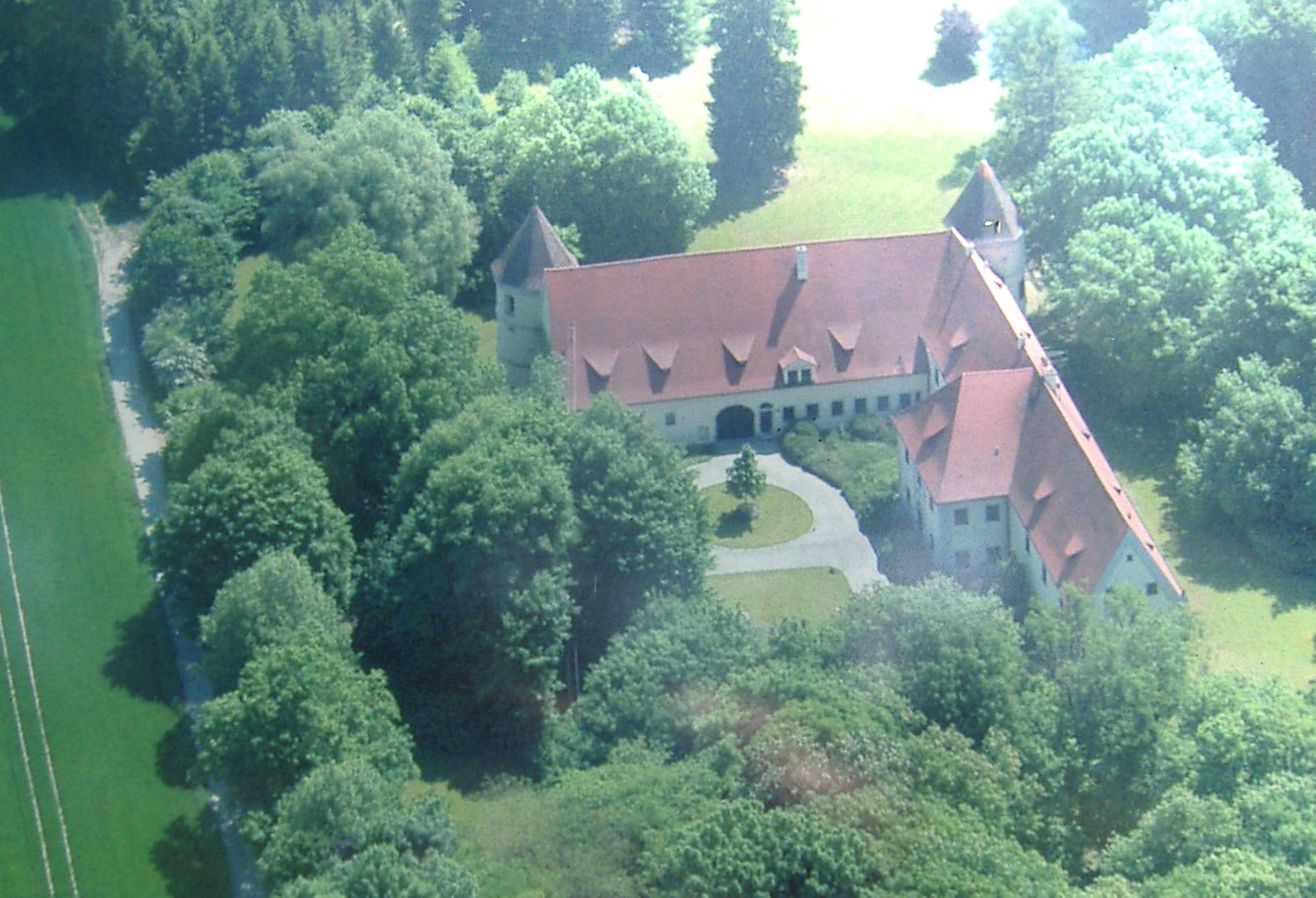
Gesamtansicht des Schlosses (Bild abfotografiert von Infotafel zum Tillyweg)

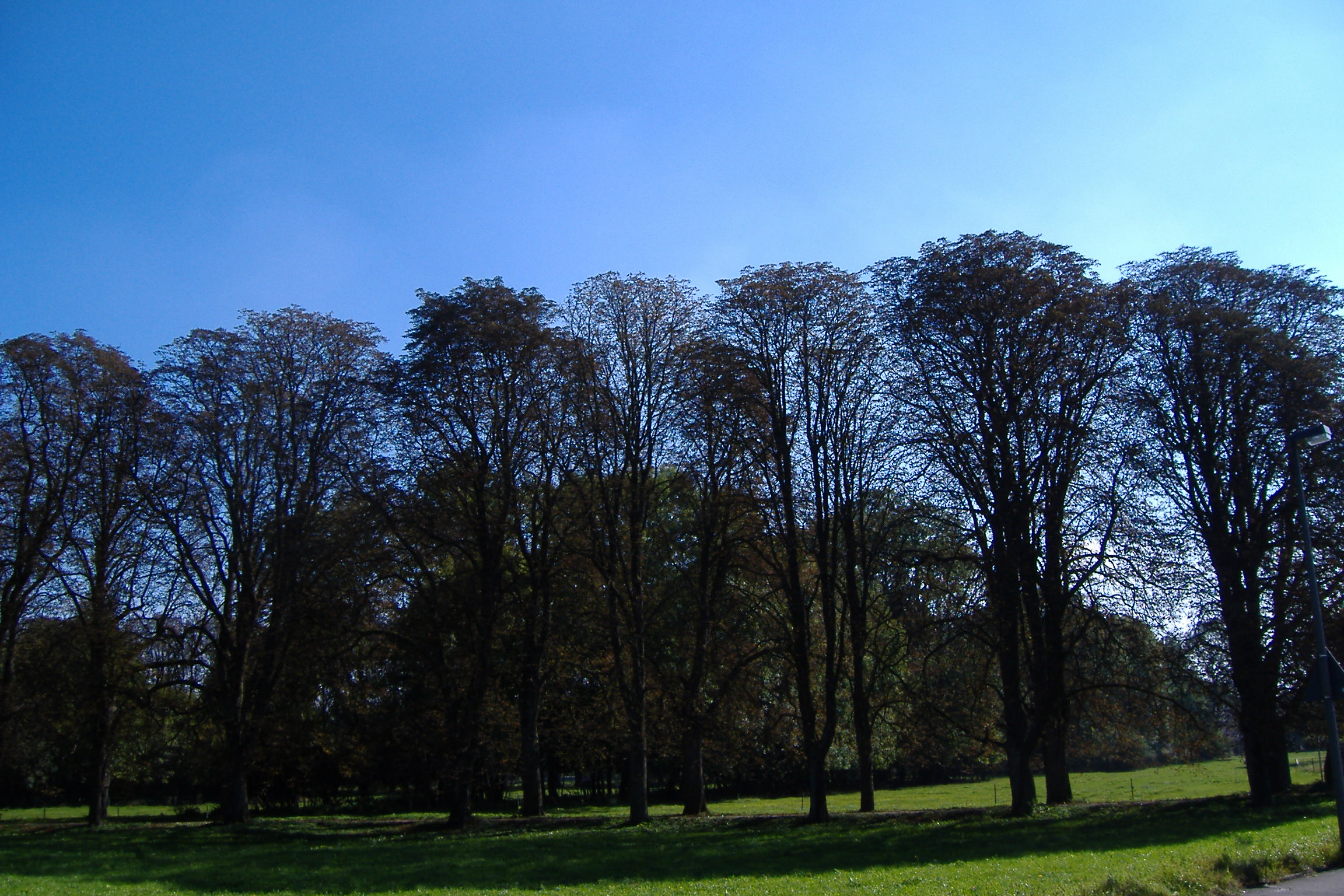
Schlossallee im Herbst

### Herrschaft der Fugger
Mit dem Kauf des Schlosses von Oberndorf im Jahr 1533 durch Anton Fugger kam es mit den umliegenden Orten immer wieder zu Verhandlungen und Streitfällen. Das Patronatsrecht und den Kirchensatz von Eggelstetten erwarb das Haus Fugger im Jahre 1537, den von Oberndorf im Jahre 1539. Im Jahr 1576 wurde ein Vertrag zwischen der Herrschaft Oberndorf und der Stadt Rain geschlossen. Aus einer Originalurkunde ist die Einleitung des Vertrages zu lesen, die Übersetzung in heutiger Schrift folgt nachstehend.
„Zu Wissen und Kund sei allgemein, dass zwischen dem wohlgeborenen Herrn Marx Fugger, früher zu Kirchberg und Weißenhorn, als Inhaber der Herrschaft Oberndorf zum einen und dem Bürgermeister und dem Rat der Stadt Rain von gemeiner Statt wegen anderteils beiderseits zu selber guter Gelegenheit folgende Verwechslung und gütlicher Vertrag auf ein stets unwiderrufliches Ende errichtet, abgeredet und beschlossen worden.“
In diesem Vertrag beschreibt die Herrschaft Oberndorf die Grenzen des Bayerngrießes und dem Fuggerwald. Als sogenannte Marksteine wird ein „koppelter Felber“, der Mühlbach, ein „zwuzleter Birnbaum, darin ist ein Kreuz gehauen“, drei Eichenmarkstellen, welche eine „Kröde nach über den Lech auf ein koppedes Birnbäumlein“ nennt, angegeben. Neben dem Bayergrieß wird auch von dem sogenannten Zankgrieß berichtet. Die Herrschaft Oberndorf besaß auch die Gerichtsbarkeit. Dies dürfte der Anlass zur Errichtung eines Schnellgalgens gewesen sein. An welcher Stelle dieser Galgen jedoch errichtet wurde, ist aus dem Brief von Kurfürst Ferdinand an Graf Fugger nicht ersichtlich. Aus einem Originaldruck wird die Einleitung des Briefes in der Übersetzung der Chronik von 1992 auf Seite 36 wiedergegeben.

### Dreißigjähriger Krieg
Bei der Schlacht bei Rain am Lech am 14./15. April 1632 kämpften die Truppen unter König Gustav II. Adolf von Schweden auf Oberndorfer Gemeindegebiet um den Lechübergang, was nach Verwundung und Rückzug der von Generalfeldmarschall Graf von Tilly geführten ligistisch-katholischen Truppen auch gelang. Oberndorf, Eggelstetten und Flein wurden bei den Schwedeneinfällen 1632 bis 1634 und 1645 bis 1648 zum allergrößten Teil zerstört.

### Bayerische Herrschaft
Mit der Rheinbundakte 1806 kam der Ort zu Bayern. Diese Linie der Fugger unterwarf sich 1806 freiwillig. Im Zuge der Verwaltungsreformen in Bayern entstanden mit dem Gemeindeedikt von 1818 die jeweils selbstständigen Gemeinden Oberndorf am Lech mit der Holzmühle und Eggelstetten und dem Gemeindeteil Flein.

### Eingemeindungen
Am 1. Mai 1978 wurde im Rahmen der Gemeindegebietsreform die Gemeinde Eggelstetten eingegliedert.

### Einwohnerentwicklung
Ende 2023 wurden 2689 Einwohner gezählt.
- 1961: 1652 Einwohner[5]
- 1970: 1850 Einwohner[5]
- 1987: 1907 Einwohner
- 1988: 1943 Einwohner
- 1991: 2050 Einwohner
- 1995: 2198 Einwohner
- 2000: 2312 Einwohner
- 2005: 2376 Einwohner
- 2010: 2366 Einwohner
- 2015: 2442 Einwohner
- 2018: 2565 Einwohner

## Politik

### Bürgermeister
Seit 1. Mai 2020 steht Franz Moll (Wählergemeinschaft Oberndorf) aufgrund des Ergebnisses der Wahl am 15. März 2020 an der Spitze der Gemeinde.
Seine Vorgänger waren:
- Mai 1978 bis April 1996: Franz Döschl (1941–2016)
- Mai 1996 bis April 2002: Stefan Rößle (CSU); er ist seit 2002 Landrat des Landkreises Donau-Ries
- Mai 2002 bis April 2020: Hubert Eberle

### Gemeinderat
Nach der Wahl im März 2014 hat der Gemeinderat diese Zusammensetzung:
- Dorfgemeinschaft Eggelstetten: 4 Sitze
- Bündnis 90/Die Grünen: 3 Sitze
- Wählergemeinschaft Oberndorf: 7 Sitze

Bei der Wahl am 15. März 2020 ergab sich folgende Sitzverteilung:
- Wählergemeinschaft Oberndorf: 7 Sitze
- Dorfgemeinschaft Eggelstetten: 4 Sitze
- Engagierte Bürger – Oberndorf, Eggelstetten, Flein: 3 Sitze

### Steuereinnahmen
Die Gemeindesteuereinnahmen betrugen 1.689 T€ (Jahr 2012), davon betrugen die Gewerbesteuereinnahmen (netto) 464 T€.

### Wappen
| Wappen von Oberndorf am Lech | Blasonierung: „In Silber drei oben gezinnte blaue Balken, im Ganzen belegt mit einer heraldischen goldenen Lilie.“ |
| Wappen von Oberndorf am Lech | |

### Gemeindepartnerschaften
- Costermano in Italien (seit 1989)
- Enge freundschaftliche Beziehung besteht mit der Brigade Kainuu im finnischen Kajaani (keine offizielle Partnerschaft).

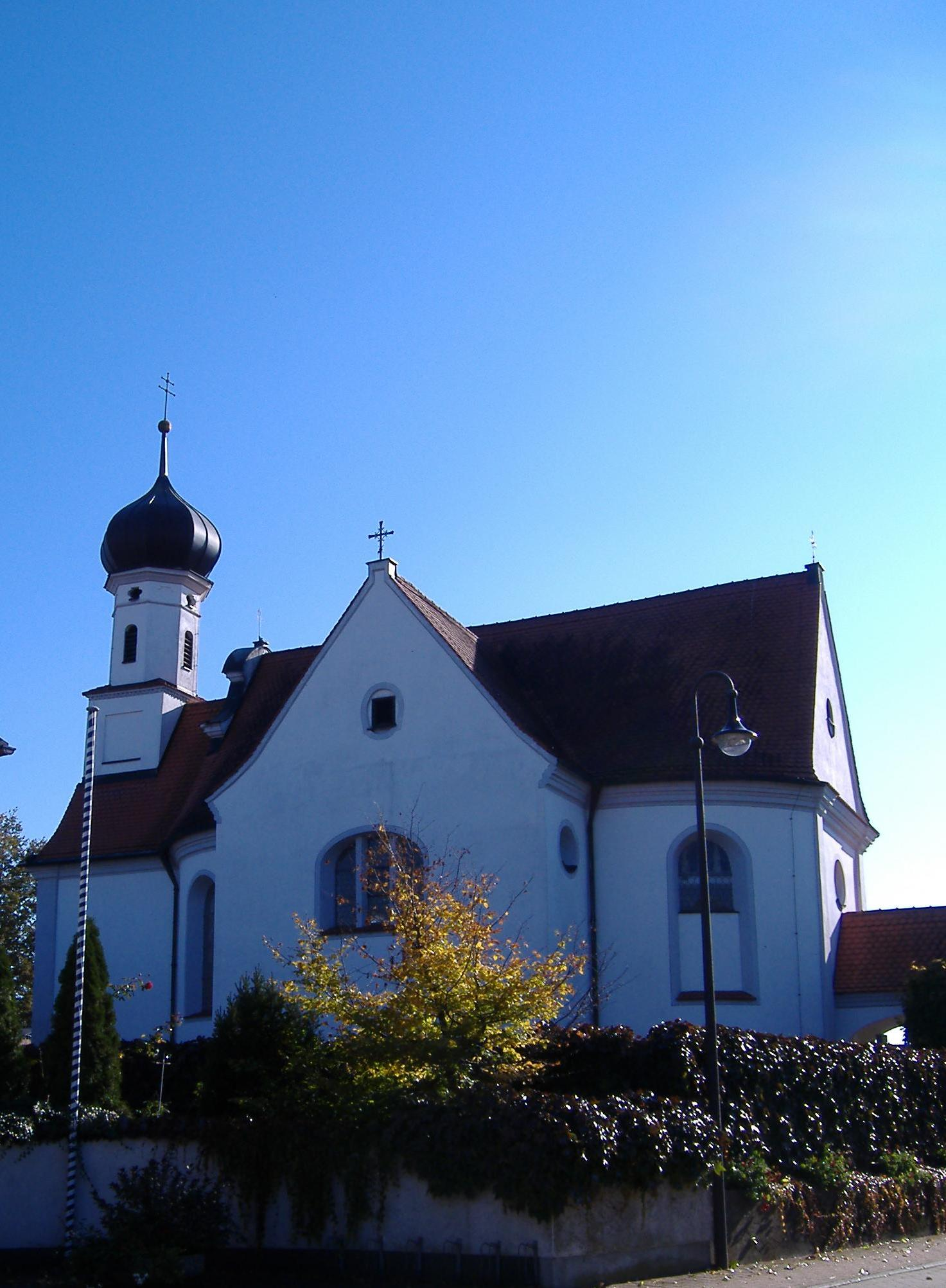
Kirche St. Margareta, Eggelstetten

## Kultur und Sehenswürdigkeiten

### Naturdenkmäler
- Kirchenallee

## Wirtschaft und Infrastruktur

### Wirtschaft einschließlich Land- und Forstwirtschaft
Es gab am 30. Juni 2019 nach der amtlichen Statistik 608 sozialversicherungspflichtig Beschäftigte am Arbeitsort Oberndorf (das sind 182 mehr als sechs Jahre zuvor) und 959 versicherungspflichtig beschäftigte Einwohner. Die Zahl der Auspendler überwog um 351 Personen.
2016 bestanden 22 landwirtschaftliche Betriebe, die eine Fläche von 800 Hektar bewirtschafteten. Im Jahr 2019 waren vom Gemeindegebiet mit 1937 ha insgesamt 1235 ha (63,8 %) landwirtschaftlich genutzt. Die Waldfläche betrug 290 ha (15,0 %), die Siedlungsfläche waren 177 ha (9,1 %).

### Bildung
Es gibt folgende Einrichtungen:
- zwei Kindertageseinrichtungen mit 115 Plätzen und 102 betreuten Kindern (Stand 1. März 2020)
- eine Grundschule mit sieben Lehrkräften und 114 Schülern (Schuljahr 2020/21)[7]

## Persönlichkeiten
- Franz Bairlein (* 1952), Ornithologe und Autor
- Johann Georg Bschorer (1692–1763), Bildhauer
- Theodor Fugger von Glött (1823–1850), Freiheitskämpfer in der Bayerischen Rheinpfalz 1849
- Franz Kratter (1758–1830), Schriftsteller und Bühnenleiter[8]
- Stefan Rößle (* 1964), Landrat